# Malesuada fames
 Malesuada fames лат. (изговор: мелесуада фамес). Глад је лош савјетник. (Вергилије)

## Поријекло изреке
Ову изреку је изрекао велики антички  пјесник Вергилије у првом вијеку прије нове ере.

## Тумачење
Глад често тјера човјека на нечасна дјела.